# Alfons 12. af Spanien
Alfons 12. (født som Alfonso Francisco de Asís Fernando Pío Juan María de la Concepción Gregorio Pelayo) (28. november 1857 – 25. november 1885) var konge af Spanien i 1875-85.
Alfons og hans forældre, dronning Isabella 2. og hendes konsort, måtte flygte fra Spanien efter den Spanske Revolution af 1868. Isabella abdicerede i 1870 og Alfons vendte tilbage til Spanien som konge i 1875 efter enden af den Første spanske republik.
Alfons 12. døde af tuberkulose i 1885, 28 år gammel. Hans postume søn, Alfons 13. blev Spaniens næste konge.

## Børn
- María de las Mercedes (1880–1904) - spansk tronfølger 1880-1904

∞ 1901 Carlos af Begge Sicilier (1870–1949)
- María Teresa (1882–1912)

∞ 1906 Ferdinand Maria af Bayern (1884–1958)
- Alfons 13. (1886–1941) - konge af Spanien 1896-1931

∞ 1906 Victoria Eugenie af Battenberg (1887–1969)